# Neetzow
Neetzow foi um município da Alemanha localizado no distrito de Ostvorpommern, estado de Mecklemburgo-Pomerânia Ocidental.
Pertencia ao Amt de Anklam-Land. Em 1 de janeiro de 2014, foi incorporado ao novo município de Neetzow-Liepen.